# Franco Morgia
(Franco Morgia)
Franco Morgia (Mascali, 22 giugno 1952) è un compositore e cantautore italiano.

## Biografia
Spesso definito dai siciliani La voce della Sicilia, entra a far parte dei Beans negli anni settanta. Successivamente prosegue la sua carriera artistica come cantante solista e compositore.

## Carriera musicale

### Insieme ai Beans
Nel 1972 Gianni Bella gli propone il lancio dei Beans su scala nazionale. Nel 1975 i Beans vengono presentati al pubblico con la canzone Come Pioveva che vende oltre 600 000 copie.
Nel 1976 i Beans pubblicano la canzone Sto piangendo di Gianni Bella incidendo così il secondo album a firma di Gianni Bella e Franco Morgia. La stessa canzone verrà poi incisa in lingua spagnola a Caracas dove si piazza nelle hitparade dei paesi latini (Venezuela, Messico, etc.).
Del 1977 è la canzone Cara; nello stesso anno Franco Morgia e i Beans partono in tour in America esibendosi negli Stati Uniti (New York, Boston, New Jersey, Long Island), in Canada (Toronto) e in Sud America. Nel 1978 i Beans debuttano al Festival di Sanremo con la canzone Soli di Gianni e Antonio Bella, ricevendo il premio della critica di quell'edizione.

### Come solista ed autore
Nel 1979 Franco Morgia per una serie di incomprensioni all'interno del gruppo musicale si separa dai Beans trasferendosi in America con la famiglia. Nel 1981 torna in Sicilia e vince il Festival della nuova canzone siciliana con la canzone Tu malatia, scritto da Gaetano Agate e Stefano Biondi.
Nel 1982 si trasferisce prima in Toscana e poi a Milano. Decide di scrivere canzoni per altri artisti come: Lena Biolcati, Passengers, Celeste, Santino Rocchetti e Gisella Cozzo. Per Antonella Bucci scrive la canzone Un amore più. Nel 1987 una sua canzone dal titolo Aria e musica approda al festival di Sanremo interpretata da Christian.
Nel 1990 un'altra sua canzone dal titolo Amore partecipa al festival di Sanremo, interpretata ancora dallo stesso Christian in coppia con i Village People. Nel 1991 la Ricordi International gli commissiona un brano per Augusto Enriquez. Franco Morgia scrive la canzone Soleada con testo di Gianni Minà. Nel 1994 entra in qualità di arrangiatore ed interprete nella realizzazione dell'ultimo album di Gianni Bella.
Nel 2005 ritorna con un nuovo album dal titolo Di più non posso. Nel 2006 ancora un nuovo album dal titolo La musica o l'amore. Nel 2010 una nuova esperienza al Festival della nuova canzone siciliana con la canzone Iù cantu ppi tia, insieme a Carmelo Morgia.
Nel 2016, Morgia partecipa al singolo La Musica Italiana, composto dal cantautore Gianfranco Caliendo (ex frontman, voce solista, chitarrista e autore de Il Giardino dei Semplici) su testo di Flora Contento. Il brano viene interpretato dai frontmen di sei band italiane famose negli anni settanta e ottanta, riunitisi per l'occasione con la denominazione "70's Gold": Pietro Paolo Barbella (Santo California), Gianfranco Caliendo (ex Il Giardino dei Semplici), Claudio Lumetta (Homo Sapiens), Gianni Minuti Muffolini (Daniel Sentacruz Ensemble), Daniele Montenero (Romans), Franco Morgia (ex Beans). L'incisione verrà poi inserita nel terzo disco di Gianfranco Caliendo, pubblicato con la Miele Band: Oltre il Giardino (2022).

## Discografia da solista
- 1992 - I grandi successi di Franco Morgia ex Beans (Duck Record)
- 2005 - Di più non posso (Idea srl)
- 2006 - La musica o l'amore (Idea srl)